# ジョン・カバット・ジン

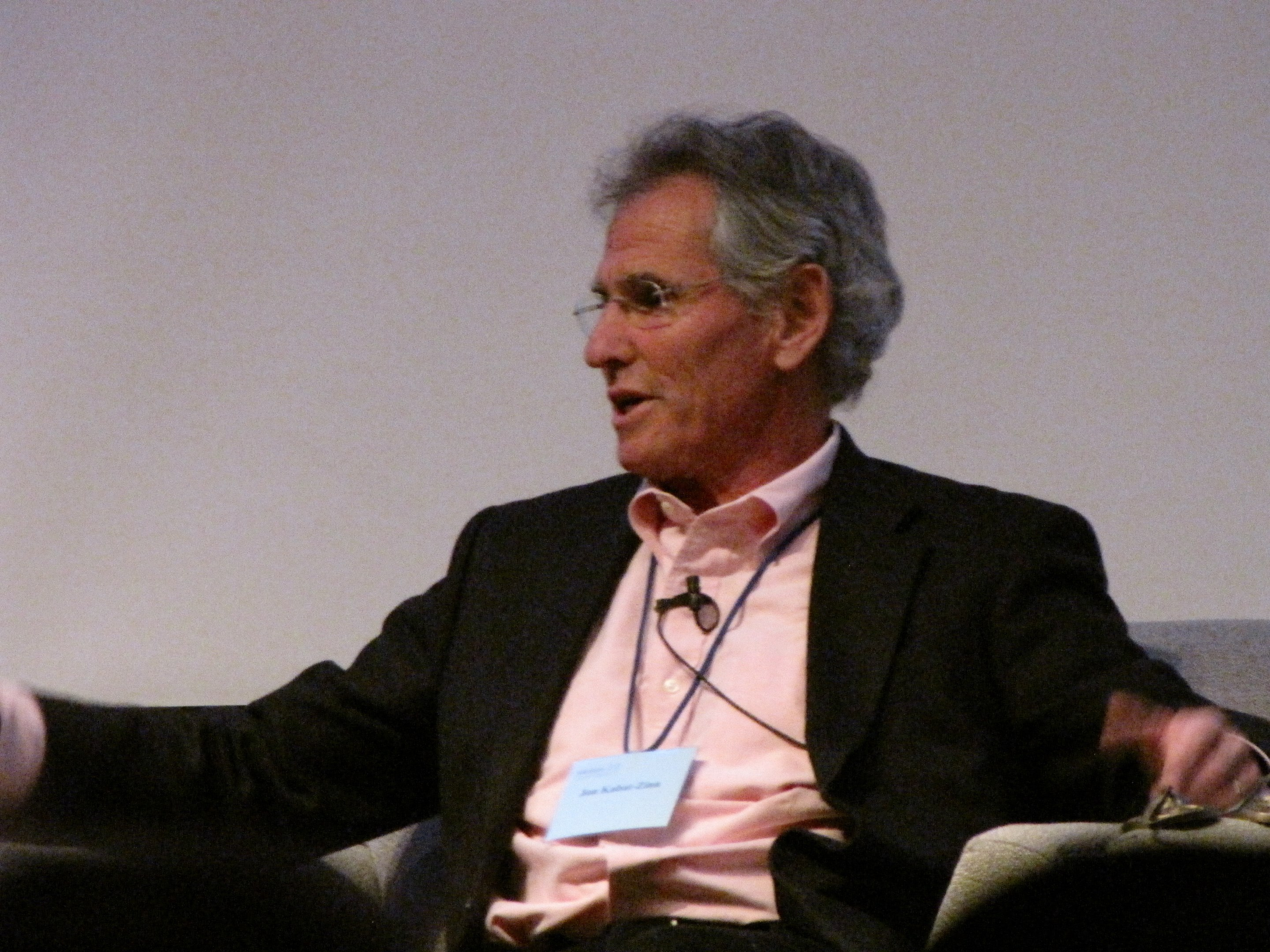
ジョン・カバット・ジン

ジョン・カバット・ジン（英字：Jon Kabat-Zinn、1944年6月5日-）は、マサチューセッツ大学医学大学院教授・同大マインドフルネスセンターの創設所長。国際観音禅院の崇山行願に禅を師事し、ケンブリッジ禅センターの創設メンバーとなった。仏教の指導者に修行法と教理を学んだ彼は、それを西洋科学と統合させた。彼は、人々がストレス、悩み事、痛み、病気に対応する手助けとして、マインドフルネス瞑想を教えた。

## 略歴
1944年にバイオ医学者のエルヴィン・カバットと、画家のサリー・カバットとの間に生まれた。1971年に、マサチューセッツ工科大学の微生物学者でノーベル生理学・医学賞受賞者のサルバドール・エドワード・ルリアの下で、分子生物学の博士号を取得した。
1966年から禅・ヨーガを実践し、1979年に、インサイト瞑想センターでのヴィパッサナー瞑想の実践経験をきっかけに、マサチューセッツ大学にストレス低減センター（マインドフルネスセンター）を起ち上げ、同大医学部教授となった。 

### 家族
彼は、ボストン大学名誉教授のハワード・ジンとロスリン・ジン夫妻の娘のマイラ・ジンと結婚し、ウィルとネウションとセレナの3人子どもがいる。

## 業績
彼の生涯は、マインドフルネス瞑想を、医療と社会の現場の中に導入することに捧げられた。彼はマインドフルネス瞑想とその臨床実験についての論文の主要執筆者か副執筆者であった。彼は次の2冊のベストセラーを著した。
- Full Catastrophe Living: Using the Wisdom of Your Body and Mind to Face Stress, Pain, and Illness(Delta,1991) 
  - 『生命力がよみがえる瞑想健康法』（春木豊訳、実務教育出版、1993年） 絶版
  - 『マインドフルネスストレス低減法』（春木豊訳、北大路書房、2007年）
- Wherever You Go, There You Are: Mindfulness Meditation in Everyday Life(Hyperion,1994) 
  - 『マインドフルネスを始めたいあなたへ』（田中麻里監訳、松丸さとみ訳、星和書店、2012年）

妻のマイラ・カバットジンと共に、次の1冊も著した。
- Everyday Blessings: The Inner Work of Mindful Parenting(Hyperion,1997) 
  - 『エブリデイ・ブレッシングズ〜マインドフルネスの子育て――気づきと内なる成長の舞台〜』（大屋幸子訳、サンガ、2017年）

他には、Coming to Our Senses (Hyperion, 2005)に彼の論文が収録されているほか、 2007年にはZ・V・シーガル、J・M・G・ウィリアムズ、J・D・ティーズデールと共に、 The Mindful Way Through Depression: Freeing Yourself from Chronic Unhappiness(Guilford, 2007)を著した。彼は心と体の相互関係に注目して研究し、慢性的な痛みやストレス関係の病気を持った人々のためにマインドフルネスストレス低減法（MBSR）を開発して現場に応用し、現代の健康科学に著しい貢献をした。
1979年にストレス低減センターでマインドフルネスに基づいたマインドフルネスストレス低減法を教え始めた。マインドフルネスストレス低減法は、患者が瞬間瞬間に注意を向けることにより、ストレス、痛み、病気に対応することを助けるために、瞑想とハタ・ヨガを組み合わせた、8週間のトレーニングであり、心理療法ではない。マインドフルネス瞑想は、参加者が健康を達成できる力、及び適切なことを行うことを助ける。彼とその仲間は、特にストレス下で、および免疫系統で、脳内で瞬間瞬間に注意を向ける結果、それがどのように感情を処理するかを研究した。
1993年には、彼のストレス低減クリニックでの仕事が「癒しと心」の題で、ビル・モイヤーズによってPBSの特番、後に同名の書籍として紹介された。彼とその仲間は、紫外線治療を受ける乾癬患者の皮膚摘出に対し、心の影響によって4倍違うことについての臨床実験結果を公表した。最近の論文では、会社勤めで、同低減法をとる人々の脳活動、ストレス下での感情の処理、免疫機能の肯定的な変化を報告している。

## 教え
彼の教えの基礎は、"Wherever You Go, There You Are: Mindfulness Meditation in Everyday Life"の中に見出せる。彼が案内する瞑想練習コースは、計画法の学習に、およびその実行をより深くすることに興味を持つ人々にとっても有効である。彼は様々なマインドフルネス（気づき、注意集中、注意深くあること）について説明している。立つ瞑想、静坐瞑想、歩く瞑想、横になる瞑想、そして欠かせないものとして、呼吸瞑想を挙げている。中心テーマの1つは、瞑想が「人生の冒険」であるということである。日常生活の、熱狂したスピードの都会生活のストレスに対処する有効な方法として、これらの瞑想の実践は、その多くの実践努力に見合った低減をもたらすことができる。彼の瞑想法は、多くの精神世界の教えと修行法から来ている。彼の仕事は、平和、内からの反応、思いやり、寛容を促進する。

## 瞑想指導
彼は毎年、財界のリーダーと革新者達に瞑想指導を行っているほか、マインドフルネスセンターの同僚と共に、健康指導者達に対し、瞑想指導を行っている。200以上のアメリカ国内の医療センターや診療所が、このマインドフルネスストレス低減法を採用している。
彼は心と生命研究所の理事でもある。同研究所はダライ・ラマ14世と西洋の科学者達との対話を実現させ、心、感情、現実性について深い洞察を得ることを推進している。
2009年5月15日に、彼は、UCバークレーのグレーター・グッド科学センター長のダッチェル・ケルトナーによって、同センターの”有意義な人生の科学”（The Science of a Meaningful Life）の講座「思いやり・気づき・幸福」（Compassion, Mindfulness, and Well-Being）に、ゲスト講師として呼ばれた。そこでの発表では、参加者がマインドフルネス・受容・思いやりを身に付ける習慣が、健康と心の平安における重大で肯定的な変化にどのように関連するかについて理解するのを助けた。

## 著書
- Full catastrophe living: using the wisdom of your body and mind to face stress, pain, and illness, by Jon Kabat-Zinn. Delta Trade Paperbacks, 1991. ISBN 0385303122.
  - 『生命力がよみがえる瞑想健康法』（春木豊訳、実務教育出版、1993年） ISBN 4788910365
  - 『マインドフルネスストレス低減法』（春木豊訳、北大路書房、2007年） ISBN 9784762825842
- Full catastrophe living: how to cope with stress, pain and illness using mindfulness meditation. Piatkus, 1996. ISBN 0749915854.
- The power of meditation and prayer, with Sogyal Rinpoche, Larry Dossey, Michael Toms. Hay House, 1997. ISBN 1561704237.
- Mindfulness Meditation for Everyday Life. Piatkus, 2001. ISBN 074991422X.
- Wherever You Go, There You Are: Mindfulness Meditation in Everyday Life. Hyperion Books, 2005. ISBN 1401307787.
  - 『マインドフルネスを始めたいあなたへ』（田中麻里監訳、松丸さとみ訳、星和書店、2012年）
- Coming to Our Senses: Healing Ourselves and the World Through Mindfulness. Hyperion, 2006. ISBN 0786886544.
- Arriving at Your Own Door. Piatkus Books, 2008. ISBN 0749928611.
  - 『自分を見つめ直すための108のヒント』（飯泉恵美子訳、早川書房、2008年）
- Letting Everything Become Your Teacher: 100 Lessons in Mindfulness. Dell Publishing Company, 2009. ISBN 038534323X.

### 共著
- The mindful way through depression: freeing yourself from chronic unhappiness, by J. Mark G. Williams, John D. Teasdale, Zindel V. Segal, Jon Kabat-Zinn. Guilford Press, 2007. ISBN 1593851286.
- Everyday Blessings: The Inner Work of Mindful Parenting, Myla Kabat-zinn, Jon Kabat-Zinn (Hyperion,1997) 
  - 『エブリデイ・ブレッシングズ〜マインドフルネスの子育て――気づきと内なる成長の舞台〜』（大屋幸子訳、サンガ、2017年） ISBN 9784865640885

## 論文
- GoogleScholar>Jon Kabat-Zinn